# Kelleria dieffenbachii
Kelleria dieffenbachii är en tibastväxtart som beskrevs av Stephan Ladislaus Endlicher. Kelleria dieffenbachii ingår i släktet Kelleria och familjen tibastväxter. Inga underarter finns listade i Catalogue of Life.